# Paula Fox
Paula Fox  (Nueva York, 22 de abril de 1923 - Brooklyn, 1 de marzo de 2017) fue una novelista estadounidense.

## Biografía
Hija de un estadounidense y de una cubana, ambos guionistas, su madre la abandonó a una edad temprana, por lo que creció cerca de un pastor. Se casó muy joven y tuvo una hija, pero la hizo adoptar. Más tarde, realizó estudios en la Universidad de Columbia y se volvió a casar con un crítico literario, Martin Greenberg. Fue abuela de la cantante Courtney Love.

## Obras

### Para adultos
- Pobre George (Poor George, 1967)
- Personajes desesperados (Desperate Characters, 1970)
- Costa Oeste (The Western Coast, 1972)
- Los hijos de la viuda (The Widow's Children, 1976)
- La leyenda de una sirvienta (A Servant's Tale, 1984)
- El dios de las pesadillas (The God of Nightmares, 1990)

### Para jóvenes
- La habitación de Mauricio (Maurice's Room, 1966)
- El retrato de Iván (Portrait of Ivan, 1969)
- La danza de los esclavos (The Slave Dancer, 1973)
- Un lugar aparte (A place apart, 1980)
- El gato tuerto (One-Eyed Cat, 1984)
- La cometa rota (The Eagle Kite, 1995)

### Autobiografía, memorias
- Elegancia prestada (Borrowed Finery, 2001)
- El invierno más crudo (The Coldest Winter: A Stringer in Liberated Europe, 2005)